# Kapelstraat 103
Het pand Kapelstraat 103 in de Nederlandse stad Utrecht is een vroeg-20e-eeuws gebouw. Dit in de woonwijk Wittevrouwen gelegen pand was oorspronkelijk bedoeld als kerkgebouw. Het kreeg echter al snel na ingebruikname een andere bestemming. Bekendheid verwierf het vooral vanwege de radiatorenfabriek die er vele jaren in was gevestigd.
Informeel wordt het gebouw De Oude Tabaksdoos genoemd, vermoedelijk vanwege de op een ouderwetse tabaksdoos gelijkende vormgeving.

## Bouwhistorie
Het gebouw werd in 1907 door architect J.A. Reijsen ontworpen voor de Hersteld Apostolische Zendinggemeente. Drie gevels van dit hoekpand strekken zich uit langs de Kapelstraat, de Gildstraat en de Obrechtstraat. In het gebouw is geen verdieping maar wel bevindt zich in de ruimte een binnengalerij hoog langs drie van de muren, mogelijk was die destijds bedoeld voor de vrouwelijke bezoekers van de kerkdiensten. Hier konden ze dan gescheiden van de mannen de dienst volgen. De voorganger heeft tijdens de bijeenkomsten vermoedelijk aan de vierde zijde van de zaal gestaan.
Het gebouw heeft om onbekende redenen maar kort als kerkzaal dienstgedaan. Nieuwe gebruikers waren onder meer een taxicentrale en een deegwarenfabriek. Rond 1935 nam R. Bloksma uit Amsterdam het pand in gebruik als werkplaats voor het fabriceren en repareren van radiateuren. Later was de Radiateurenfabriek Stolwijk bv er gevestigd, zoals tot ten minste 1976 op de gevel stond aangegeven.
Bij een verbouwing is het gebouw deels van het dak ontdaan waardoor een inpandige tuin kon worden aangelegd.